# Cloruro de titanio(IV)
El cloruro de titanio(IV) o tetracloruro de titanio, (de fórmula TiCl4) es un líquido incoloro. Al abrir una botella de TiCl4 aparecen humos blancos. Esto es debido a la reacción de hidrólisis que sufre con la humedad ambiental.
La pureza de una disolución de TiCl4 se puede determinar observando su color, si la disolución es totalmente transparente es muy pura, sin embargo, si la disolución es amarillenta quiere decir que parte del TiCl4 ha reaccionado. Para evitar esta reacción, a la disolución se le suele añadir ácido clorhídrico para estabilizarla.
El cloruro de titanio(IV) no ocurre naturalmente en el ambiente y es manufacturado de minerales que contienen titanio. Es usado para fabricar titanio metálico y otros compuestos que contienen titanio, tales como óxido de titanio(IV), usado como un pigmento blanco en pinturas y en otros productos, y para producir otras sustancias químicas.

## Propiedades y estructura
El TiCl4 es un líquido denso, incoloro, destilable, aunque las muestras en crudo puede ser de color amarillo o incluso marronrojizo. Es uno de los raros haluros de metales de transición que es líquido a temperatura ambiente, el cloruro de vanadio(IV), VCl4, es otro ejemplo. Esta propiedad refleja el hecho de que TiCl4 es molecular, es decir, cada una de las moléculas de TiCl4 tiene relativamente escasa relación con sus vecinas. La mayoría de los cloruros metálicos son polímeros, con un puente de átomos de cloruro entre los metales. La atracción entre las moléculas individuales de TiCl4 es débil, principalmente fuerzas de van der Waals, y a resultas de estas interacciones débiles los puntos de fusión y ebullición son bajos, similares a los de la CCl4.
El Ti 4 + tiene una estructura electrónica "cerrada", con el mismo número de electrones como el gas inerte argón. La  estructura tetraédrica del TiCl4 es coherente con su descripción como una simetría d0 con un centro metálico (Ti4 + ) rodeado por cuatro enlaces idénticos. Esta configuración conduce a estructuras altamente simétricas, por lo tanto la forma tetraédrica de la molécula. El TiCl4 adopta estructuras similares a TiBr4 y TiI4 , los tres compuestos comparten muchas similitudes. El TiCl4 y el TiBr4 reaccionan para dar haluros mixtos TiCl4 -xBrx, donde x = 0, 1, 2, 3, 4. Mediciones de resonancia magnética también indican que el intercambio de haluro es también rápida entre TiCl4 y VCl4.
El TiCl4 es soluble en tolueno y organoclorados, al igual que otros compuestos no polares. Existe evidencia de que ciertos arenos forman complejos del tipo [(C6 R6 ) TiCl3 ]+ · TiCl4 reacciona exotérmicamente con solventes donantes tales como el THF para dar aductos hexacoordinado. Ligandos (L) voluminosos dan aductos pentacoordinados TiCl4 L.

## Producción
El TiCl4 produce mediante el proceso de cloruro , que implica la reducción de minerales de óxido de titanio, usualmente ilmenita (FeTiO3) con carbono bajo un flujo de cloro a 900 °C. Las impurezas se eliminan por destilación .
2 FeTiO3 + 7 Cl2 + 6 C → 2 TiCl4 + 2 FeCl3 + 6 CO
La coproducción de FeCl3 es indeseable, lo que ha motivado el desarrollo de tecnologías alternativas. En lugar de utilizar directamente la ilmenita, se utiliza "escoria de rutilo". Este material, una forma impura de TiO2 , se obtiene de la ilmenita por la eliminación de hierro, ya sea mediante la reducción con carbono o extracción con ácido sulfúrico. El TiCl4 en bruto contiene una variedad de otros haluros volátiles, incluyendo cloruro de vanadilo (VOCl3), tetracloruro de silicio(SiCl4), y tetracloruro de estaño (SnCl4 ), que se deben eliminar.

## Aplicaciones

### Producción de titanio metálico
Para el suministro mundial de titanio, unos 4 millones de toneladas por año, se hace mediante el TiCl4. La conversión se lleva a cabo por la reducción del tetracloruro con magnesio metálico, y se obtiene titanio y cloruro de magnesio. Este procedimiento es el paso final del proceso Kroll:
2 Mg + TiCl4 → 2 MgCl2 + Ti
También se puede emplear sodio líquido en lugar de magnesio como el agente reductor, proceso Hunter.

### Producción de dióxido de titanio
Alrededor del 90% del TiCl4 producción se utiliza para hacer el pigmento de dióxido de titanio (TiO2). La conversión implica hidrólisis de TiCl4 , un proceso que forma cloruro de hidrógeno:
TiCl4 + 2 H2O → TiO2 + 4 HCl
En algunos casos, TiCl4  se oxida directamente con oxígeno:
TiCl4 + O2 → TiO2 + 2 Cl2

### Cortinas de humo
Se ha utilizado para producir cortinas de humo ya que produce un humo denso, blanco que tiene poca tendencia a levantarse. Esto se debe a que el cloruro de titanio se hidroliza con facilidad para de cloruro de hidrógeno y compuestos de titanio. El cloruro de hidrógeno inmediatamente absorbe más agua para formar pequeñas gotas de ácido clorhídrico, que (dependiendo de la humedad) puede absorber aún más agua, para producir gotas grandes que dispersan la luz de manera eficiente. Además, el dióxido de titanio altamente refractivo es también un dispersor de luz eficiente. Sin embargo, debido a la corrosividad del humo ya no se utiliza.

## Consideraciones sobre toxicidad y seguridad
Los peligros planteados por el tetracloruro de titanio, por lo general, están relacionados con la liberación de cloruro de hidrógeno (HCl). El TiCl4 es un ácido de Lewis fuerte, formando exotérmicamente aductos incluso con bases débiles tales como THF y explosivamente con el agua, liberando HCl.La ingesta puede provocar alteraciones en el ADN causando mutaciones.